# Nicole Claveloux
Nicole Claveloux, née le 23 juin 1940 à Saint-Étienne, est une artiste peintre, illustratrice et auteure de bande dessinée française. Notamment par ses contributions aux revues et maisons d'éditions Métal hurlant, Charlie Mensuel et Ah ! Nana, elle a contribué à sortir la bande dessinée française de la littérature d'enfance et de jeunesse. 

## Biographie
Née en 1940 à Saint-Étienne,  elle effectue des études à l'école des beaux-arts de cette ville. Nicole Claveloux est, avec Bernard Bonhomme, le Suisse Étienne Delessert et Philippe Corentin l'une des premières françaises à travailler pour l'éditeur Harlin Quist pour des ouvrages comme Le Voyage extravagant de Hugo Brisefer (1967), texte de François Ruy-Vidal ; The Bright Red Porcupine (1968), texte de Tony Cavin ; La Forêt des lilas (1969), de la comtesse de Ségur ; The Teletrips of Alala (1970), texte de Guy Monreal.
L'influence de l'Allemand Heinz Edelmann (directeur artistique du film d'animation Yellow Submarine de George Dunning) est notable à travers son graphisme et ses dégradés de couleurs délavées. Son usage de la perspective et des incrustations dans l'image s'inscrit dans l'esthétique pop des années 1960. L'influence du Push Pin Studios (en) américain est aussi perceptible.
Elle crée Grabote pour le magazine Okapi en 1973, puis Louise XIV et Cactus acide et Beurre fondu, des personnages irrévérencieux et grimaçants dans un monde en perpétuelle transformation.
Dans les années 1970, loin de se cantonner à l'illustration de jeunesse d'avant-garde, comme celle d'Alice au pays des merveilles (1974), elle participe aux revues pour adultes Métal hurlant, Charlie Mensuel et Ah ! Nana, autour d'une équipe féminine. Ah ! Nana et Les Humanoïdes Associés publient deux albums surprenants scénarisés par Édith Zha, La Main verte (1978) et Morte saison (1979). Elle est considérée comme une pionnière ayant participé à faire sortir la bande dessinée française de l'étiquette de littérature enfantine. Toujours aux Humanoïdes Associés paraît en 1980 un recueil de bandes dessinées de Nicole Claveloux, Le petit légume qui rêvait d'être une panthère, dont elle scénarise la plupart des récits.
Elle reçoit en 1975 la Plaque d'Or de la Biennale d'illustration de Bratislava (BIB), pour ses illustrations de Les aventures d'Alice au Pays des Merveilles (texte de Lewis Carroll).
Elle a beaucoup travaillé en collaboration avec Bernard Bonhomme et Christian Bruel (L'Heure des parents, Nours, Pour de rire, La Belle et la Bête, Toujours devant). Elle a réalisé en solo Quel genre de bisous ?, Tout est bon dans le bébé, La Ballade des bigorneaux, Professeur Totem et docteur Tabou. Dans les années 2000, elle illustre Les Enquêtes de Mister Bonflair de Claire Clément.  Et en 2024, après quelques années d'absence, l’illustratrice de 84 ans fait un retour dans la publication d’un nouvel album de bande dessinée, Ce soir, c’est cauchemar. 
Elle a également réalisé trois livres érotiques illustrés : Morceaux choisis de la Belle et la Bête (Eden Productions) en 2003, Confessions d'un monte-en-l'air en 2007, et Contes de la Fève et du Gland en 2010 (Éditions Folies d'Encre).

## Ouvrages
- Guy Monréal, illustrations de Nicole Claveloux, Alala : les télémorphoses, Les livres d’Harlin Quist, 1970.
- Jacqueline Held, illustrations de Nicole Claveloux, Bernard Bonhomme et Maurice Garnier, Le Chat de Simulombula, Les livres d’Harlin Quist, 1971.
- Lewis Carroll, illustrations de Nicole Claveloux, Les Aventures d'Alice au pays des merveilles, Grasset jeunesse, 1974 ; et rééd.
- Jean Claude Brisville, illustrations de Nicole Claveloux, Les Trèfles de Longue-Oreille volume 1, Petit Trèfle en péril, Grasset jeunesse, 1975
- Jean Claude Brisville, illustrations de Nicole Claveloux, Les Trèfles de Longue-Oreille volume 2, Lançons le cerf-volant, Grasset jeunesse, 1975
- Jean Claude Brisville, illustrations de Nicole Claveloux, Les Trèfles de Longue-Oreille volume 3, Et hop dans le chapeau, Grasset jeunesse, 1975
- Eugène Ionesco, illustrations de Nicole Claveloux, Conte... Volume 4, Conte numéro 4, pour enfant de moins de trois ans, Éditions universitaires
- George Sand, édition de Nicole Claveloux, Brise et rose, Des femmes-Antoinette Fouque, 1977
- Hans Christian Andersen, édition de Nicole Claveloux, Poucette, Des femmes-Antoinette Fouque, 1978
- Rudyard Kipling, illustrations de Nicole Claveloux, Le chameau et sa bosse, Gallimard jeunesse, 1979
- Nicole Claveloux, Le Petit Légume qui rêvait d'être une panthère et autres récits, Humanoïdes associés
- Hans Christian Andersen, édition de Nicole Claveloux, La petite sirène, Des femmes-Antoinette Fouque
- Christian Bruel et Nicole Claveloux, Pour de rire, Sourire qui mord, 1981 ; rééd. Être, 2005
- Jack Chaboud, illustrations de Nicole Claveloux, Sourire et le bouffon, Ipomée et Albin Michel jeunesse
- Nicole Claveloux, Grabote, Bayard
- Anonyme, illustrations de Nicole Claveloux, Attention au chien!, Gallimard jeunesse, 1984
- Illustrations de Nicole Claveloux, France de Ranchin, Yvette Pitaud, La Couleur, Bayard Éditions Centurion
- Jack Chaboud, illustrations de Nicole Claveloux, Les Mésaventures de Poltron, vampire de 3e classe, Ipomée et Albin Michel jeunesse
- Nicole Claveloux, 479 espèces de poux, Gallimard jeunesse et Sourire qui mord
- Nicole Claveloux, Louise XIV: dur, le pouvoir!, Sourire qui mord
- Eugène Ionesco, illustrations de Nicole Claveloux, Conte no 4, Gallimard jeunesse, 1986
- Anne Galland, illustrations de Nicole Claveloux, Les Dessous du sable, Sourire qui mord et Gallimard, 1986
- Charlotte Ruffault, Christian Bruel et Nicole Claveloux, Crapougneries, Sourire qui mord et Gallimard, 1981
- Christian Bruel et Didier Jouault, illustrations de Nicole Claveloux, Rouge, bien rouge, Sourire qui mord et Gallimard, 1986
- Nicole Claveloux, Des hauts et des bas, Sourire qui mord et Gallimard, 1988
- Christian Bruel et Anne Galland, Mon grand album de bébé, illustré par Anne Bozellec et Nicole Claveloux, Paris, le Sourire qui mord, 1989.
- Christian Bruel, illustrations de Nicole Claveloux, Vaguement, Sourire qui mord, 1990
- René Gouichoux et Nicole Claveloux, Barnabé et la vache qui marchait au plafond, Nathan
- Mark Twain, illustrations de Nicole Claveloux, Un Américain à la cour du roi Arthur, Nathan
- Nicole Claveloux, Quel genre de bisous?, Sourire qui mord et Gallimard, 1991 ; rééd. Thierry Magnier
- Jean-Paul Brighelli, Thierry Dutour, Vincent Julien et al., illustrations de Matthieu Blanchin, Vincent Brunot, Nicole Claveloux, et al., Renaissance et humanisme, Gallimard jeunesse et Larousse, 1992
- Catherine Le Troquier, illustrations de Nicole Claveloux, Bizarre mais vrai!, Hachette jeunesse
- Nicole Claveloux, Dedans les gens, Gallimard jeunesse et Sourire qui mord, 1993
- Nicole Claveloux, La Ballade des bigorneaux, Sourire qui mord
- Virginie Lou-Nony, illustrations de Nicole Claveloux, Fées et sorciers: contes de l'Europe, Casterman
- Nicole Claveloux, Merci, Grabote, Sourire qui mord
- Catherine Le Troquier, illustrations de Nicole Claveloux, Animaux bizarres, Hachette jeunesse, 1995
- Catherine Le Troquier, illustrations de Nicole Claveloux, Animaux disparus, Hachette jeunesse, 1995
- Catherine Le Troquier, illustrations de Nicole Claveloux, Oiseaux disparus, Hachette jeunesse, 1995
- Catherine Le Troquier, illustrations de Nicole Claveloux, Poissons disparus, Hachette jeunesse, 1995
- Virginie Lou-Nony, illustrations de Nicole Claveloux, Les loups, Casterman, 1995
- Virginie Lou-Nony, illustrations de Nicole Claveloux, Rois et reines, Casterman, 1995
- Virginie Lou-Nony, illustrations de Nicole Claveloux, Les Enfants: contes, Casterman, 1995
- Marie Farré, illustrations de Nicole Claveloux, Les animaux qui nous font peur, Gallimard jeunesse, 1996
- Illustrations de Paul Bontemps, Laura Bour, Nicole Claveloux, Pierre Denieuil, Les bêtes qui nous entourent, Gallimard jeunesse, 1996
- Claire Clément, illustrations de Nicole Claveloux, Boris a la bougeotte, Bayard jeunesse
- Christian Bruel, illustrations de Nicole Claveloux, Petits chaperons loups, Être, 1997
- Edgar Allan Poe, illustrations de Nicole Claveloux, Double assassinat dans la rue Morgue; La lettre volée, Gallimard jeunesse, 1998
- Géraldine Richelson, illustrations de Nicole Claveloux, Qu'est-ce qu'un enfant?, Les Livres d'Harlin Quist, 1998
- Illustrations de Christophe Caron, Lionel Le Néounaic, Nicole Claveloux, Joëlle Jolivet, 101 chansons de toujours: pour se promener, faire la fête, écouter des histoires et s'endormir tout doucement, Bayard jeunesse, 1998
- Christian Bruel, illustrations de Nicole Claveloux, Alboum[6], Être, 1999
- Guillemette Mounier, illustrations de Nicole Claveloux, Les sorcières s'en vont en guerre, Bayard jeunesse
- Nicole Claveloux, Espèces de poux, Être
- Christian Bruel et Nicole Claveloux, Nours, Être, 2000 ; rééd. Thierry Magnier, 2014
- Christian Bruel, illustrations de Nicole Claveloux, L'heure des parents, Être, 1999 ; rééd. Thierry Magnier, 2013
- Jean-Claude Mourvelat, illustrations de Nicole Claveloux, Le Petit Royaume, 2000
- Jeanne-Marie Leprince de Beaumont, illustrations de Nicole Claveloux, La Belle et la Bête, Être, 2001 ; rééd. Thierry Magnier, 2013
- Xavier Armange, illustrations de Nicole Claveloux, Le supermarché en folie!, D'Orbestier
- Christian Bruel et Nicole Claveloux, VRRR..., Être, 2001 ; rééd. Thierry Magnier, 2014
- Denys Prache, illustrations de Nicole Claveloux, Messieurs Poubelle, Sandwiche et Cie, Albin Michel jeunesse, 2002
- Dorine Barbey, Christine Lazier, Laura Bour et al., illustrations de Paul Bontemps, Laura Bour, Nicole Claveloux et al., Nos amis les animaux, Exocet
- Jean-Pierre Siméon, illustrations de Nicole Claveloux, Henri Galeron et Tina Mercié, Aïe! un poète, Seuil jeunesse, 2003
- Claire Ubac, illustrations de Nicole Claveloux, La sorcière amoureuse, Bayard jeunesse
- Didier Lévy, illustrations de Nicole Claveloux, Teste-toi: oseras-tu te confronter à toi-même?: 100% Okapi, Bayard jeunesse
- Claire Clément, illustrations de Nicole Claveloux, Les enquêtes de Mister Bonflair, Mystère dans la nuit, Bayard jeunesse, 2003
- Claire Clément, illustrations de Nicole Claveloux, Les enquêtes de Mister Bonflair, Un voleur à la fête, Bayard jeunesse, 2003
- Claire Clément, illustrations de Nicole Claveloux, Les enquêtes de Mister Bonflair, Alerte, la maison brûle, Bayard jeunesse, 2003
- Bénédicte Rauch, illustrations de Nicole Claveloux, Drôle de visite chez sorcière Crochue, Bayard jeunesse
- Denys Prache, illustrations de Nicole Claveloux, Le dessous des mots: Pour jouer à cache-cache avec le grec et le latin, Albin Michel jeunesse, 2003
- Marquis de Carabas, illustrations de Nicole Claveloux, Morceaux choisis de La belle et la bête, Eden
- Marie-Ange Guillaume, illustrations de Nicole Claveloux, Mes chers voisins, Seuil, 2003
- Claire Clément, illustrations de Nicole Claveloux, Les enquêtes de Mister Bonflair, Le voleur masqué, Bayard jeunesse
- Christian Bruel, illustrations de Nicole Claveloux, Toujours devant, Être, 2003
- Claude Piéplu, Michel Galabru et Jacques Fabbri, illustrations de Nicole Claveloux, Gargantua suivi de Pantagruel: d'après François Rabelais, Thierry Magnier, 2004
- Arnaud Alméras, Robert N. Munsch, Marie Aubinais et al, illustrations de Christophe Merlin, Nicole Claveloux, Ulises Wensell et al. Contes de rois, reines, princes et princesses, Bayard jeunesse
- Claire Clément, illustrations de Nicole Claveloux, Les enquêtes de Mister Bonflair, Perdus dans la montagne, Bayard jeunesse, 2005
- Claire Clément, illustrations de Nicole Claveloux, Les enquêtes de Mister Bonflair, L'île hurlante, Bayard jeunesse, 2005
- Bernard du Boucheron, illustrations de Nicole Claveloux, Un roi, une princesse et une pieuvre: conte, Gallimard jeunesse, 2005
- Nicole Claveloux, Professeur Totem et Docteur Tabou, Être
- Édith Zha, illustrations de Nicole Claveloux, La maison sur la digue, Rouergue, 2007
- Marquis de Carabas, illustrations de Nicole Claveloux, Confessions d'un monte-en-l'air, Folies d'encre, 2008
- Christian Bruel, Nicole Claveloux, Robocoutro, Être, 2010
- Jacques Ouimet, illustrations de Nicole Claveloux, Grammaire érotique: liaisons dangereuses entre les plaisirs de la chair et les plaisirs de la langue, la Musardine, 2010
- Charles Poucet, illustrations de Nicole Claveloux, Contes de la fève et du gland, Folies d'encre, 2010
- Mijo Beccaria, illustrations de Nicole Claveloux, Brune et Rose absolument insupportables !, Les Arènes, 2017
- Ce soir, c’est cauchemar, Éditions Cornelius, 2024.

## Récompenses et distinctions

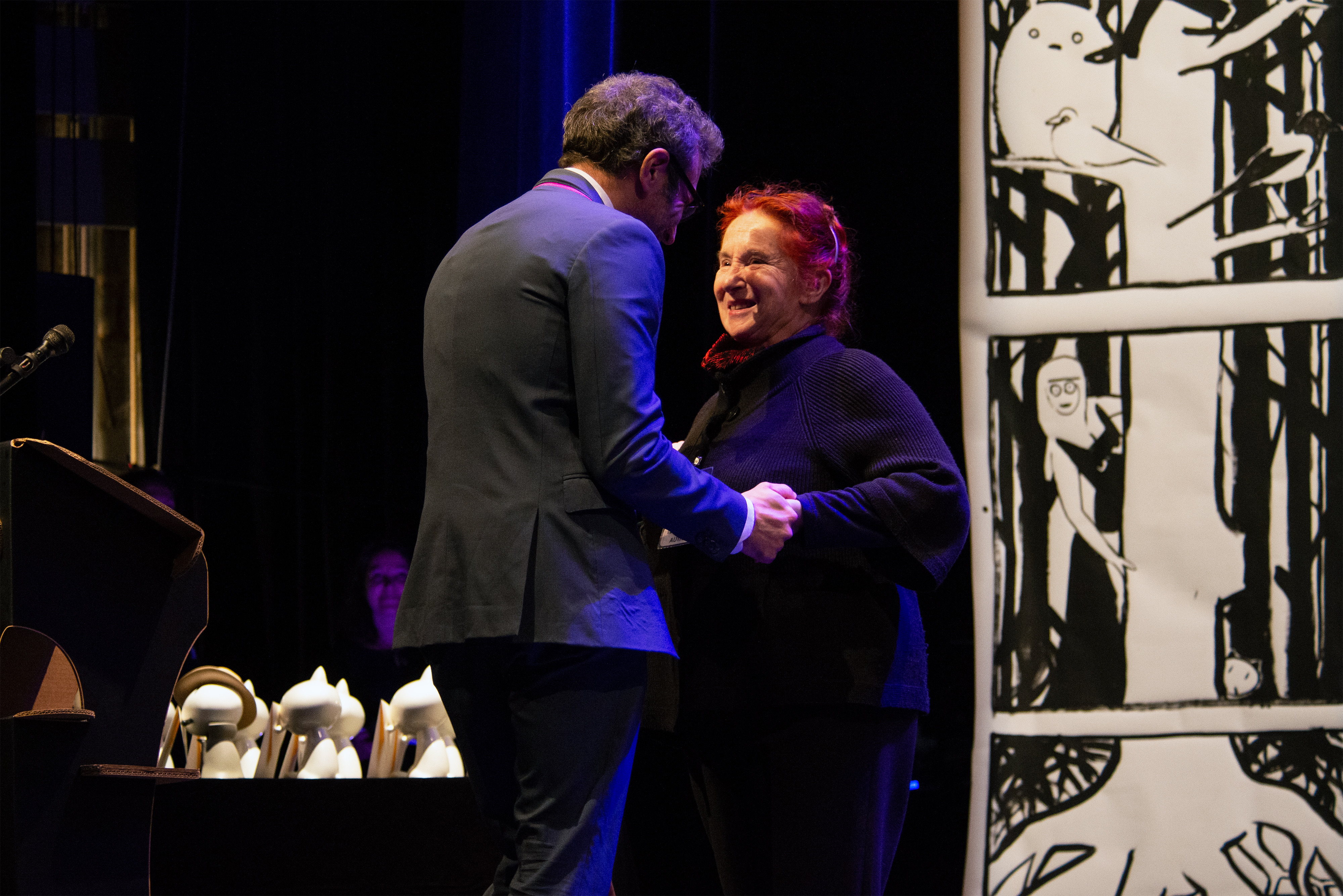
Stéphane Beaujean remet le Fauve d'honneur à Nicole Claveloux, au Festival d'Angoulême 2020.

- 1974 : (international) « Highly Commended Illustrators »[7], par l' IBBY, pour l'ensemble de son œuvre
- 1975 :  Plaque d'Or de la Biennale d'illustration de Bratislava (BIB)[5] , pour ses illustrations de Les aventures d'Alice au Pays des Merveilles (texte de Lewis Carroll).
- 1999 : Prix Sorcières[8] pour Alboum, avec Christian Bruel
- 2000 : Prix Pitchou[9] pour Alboum', avec Christian Bruel
- 2004 : 
  -  Prix Cécile-Gagnon[10] pour Mon Gugus à moi, texte de Francine P. Caron
  - (international) « Honour List »[11] de l' IBBY, Catégorie Illustration, pour La Belle et la Bête (texte de Leprince de Beaumont)
- 2020 :
  - Prix du patrimoine du Festival d'Angoulême 2020, avec Édith Zha, pour La Main Verte et autres récits (éditions Cornélius)[12] ;
  - Fauve d'honneur Festival d'Angoulême 2020[13] ;
  - Prix Artémisia du matrimoine, avec Édith Zha, pour La Main Verte et autres récits[14].